# Teoría de la acción (filosofía)
La teoría de la acción o filosofía de la acción es un área de la filosofía que se ocupa de las teorías sobre los procesos que causan movimientos corporales humanos voluntarios de un tipo más o menos complejo. Esta área del pensamiento involucra la epistemología, la ética, la metafísica, la jurisprudencia y la filosofía de la mente, y ha atraído el gran interés de los filósofos desde la Ética nicomáquea (Libro III) de Aristóteles. Con la llegada de la psicología y, posteriormente, la neurociencia, muchas teorías de la acción están ahora sujetas a evaluación empírica.
La teoría de la acción en filosofía no debe confundirse con teorías sociológicas de la acción social, tales como la teoría de la acción establecida por Talcott Parsons. Tampoco debe confundirse con la teoría de la actividad.
Una pregunta central en la filosofía de la acción suele ser: «¿Qué hace que algo sea una acción?», particularmente en lo concerniente al control «intencional» o «voluntario» de tales comportamientos.Por ejemplo, Wittgenstein pregunta:

¿Qué es lo que resta, cuando del hecho de que levanto el brazo sustraigo el que mi brazo se levante?
Ludwig Wittgenstein, Investigaciones filosóficas #621

## Resumen
La teoría básica de la acción generalmente describe la acción como un comportamiento causado por un agente en una situación particular. Los deseos y creencias del sujeto (por ejemplo, mi deseo de tomar un vaso de agua y la creencia de que el líquido transparente en el vaso que tengo frente a mí es agua) conducen a un comportamiento corporal (por ejemplo, estirar el brazo para alcanzar el vaso). En la teoría simple (véase Donald Davidson), el deseo y la creencia causan conjuntamente la acción. Michael Bratman ha planteado varios problemas con tal punto de vista y ha argumentado que deberíamos tomar el concepto de intención como básico y no analizable en creencias y deseos.
Aristóteles sostuvo que une explicación completa debe dar cuenta tanto de la causa eficiente (el sujeto) como de la causa final (la intención).
En algunas teorías, lo que se encuentra detrás de una acción es siempre el deseo además de una creencia respecto a los medios para satisfacer tal deseo. El propósito de los agentes, al tomar una acción, es maximizar la satisfacción de sus deseos. Tal teoría de racionalidad prospectiva es la base de gran parte de la economía y otras ciencias sociales dentro del marco más sofisticado de la elección racional. Sin embargo, muchas teorías de la acción sostienen que la racionalidad se extiende mucho más allá de calcular los mejores medios para lograr los fines propios. Por ejemplo, la creencia de que debería hacer X, en algunas teorías, puede llevarme directamente a hacer X sin que tenga yo que querer hacer X (es decir, sin tener el deseo de hacer X). La racionalidad, en tales teorías, también implica responder correctamente a las razones que percibe un agente, y no solo a actuar ante los deseos.
Si bien los teóricos de la acción generalmente emplean el lenguaje de la causalidad en sus teorías respecto a cuál es la naturaleza de la acción, la cuestión acerca de a qué se refiere la determinación causal ha sido central en las controversias sobre la naturaleza del libre albedrío.
Las discusiones conceptuales también giran en torno a una definición precisa de acción en filosofía. Los académicos pueden discrepar respecto a qué movimientos corporales caben dentro de esta categoría, por ejemplo, si el pensamiento debe analizarse como acción, o cómo deben sintetizarse o descomponerse acciones complejas que involucren varios pasos a tomar y diversas consecuencias previstas.

## Filósofos de la acción
- G. E. M. Anscombe
- Tomás de Aquino
- Hannah Arendt
- Aristóteles
- Robert Audi
- Jonathan Bennett
- Maurice Blondel
- Michael Bratman
- Héctor Neri Castañeda
- David Charles
- August Cieszkowski
- Michel Crozier
- Jonathan Dancy
- Donald Davidson
- Daniel Dennett
- William H. Dray
- Fred Dretske
- Ignacio Ellacuría
- Jon Elster
- John Martin Fischer
- Harry Frankfurt
- Arnold Gehlen
- Carl Ginet
- Alvin I. Goldman
- Jürgen Habermas
- Sam Harris
- Georg Wilhelm Friedrich Hegel
- Carl Hempel
- Jennifer Hornsby
- Rosalind Hursthouse
- David Hume
- John Hyman
- Hans Joas
- Robert Kane
- Anthony Kenny
- Jaegwon Kim
- Christine Korsgaard
- Tadeusz Kotarbiński
- Loet Leydesdorff
- John McDowell
- Alfred R. Mele
- Elijah Millgram
- Ludwig von Mises
- Thomas Nagel
- Friedrich Nietzsche
- Lucy O'Brien
- Talcott Parsons
- Derk Pereboom
- Juan Antonio Pérez López
- Brian O'Shaughnessy
- Joseph Raz
- Thomas Reid
- Raymond Reiter
- Paul Ricoeur
- Alfred Schütz
- Constantine Sandis
- John Searle
- Scott Sehon
- Wilfrid Sellars
- Michael Smith
- Baruch Spinoza
- Galen Strawson
- Charles Taylor
- Richard Taylor
- Judith Jarvis Thomson
- David Velleman
- Candace Vogler
- Georg Henrik von Wright
- R. Jay Wallace
- Susan Wolf
- Ludwig Wittgenstein
- Max Weber
- Xavier Zubiri